# Abdulla Gadimbayli
Abdulla Gadimbayli est un joueur d'échecs azerbaïdjanais né le 2 janvier 2002, maître international depuis 2017 et champion du monde junior en 2022.
Au 1er novembre 2022, il est le 15e joueur azerbaïdjanais avec un classement Elo de 2 522 points.

## Biographie et carrière
Maître international depuis 2017, Gadimbayli a remporté :
- le championnat d'Europe des moins de huit ans en 2009 et 2010 à Batoumi[2] ;
- le championnat du monde des moins de huit ans en 2010, avec 9,5 points sur 11[3] ;
- le championnat d'Azerbaïdjan d'échecs en 2018[4] ;
- le championnat du monde junior en octobre 2022[5].

En 2022, il finit neuvième du championnat d'Europe d'échecs individuel avec 7,5 points sur 13.
Gadimbayli a représenté l'Azerbaïdjan lors de l'Olympiade d'échecs de 2016 disputée à Bakou, au troisième échiquier de l'équipe 2 d'Azerbaïdjan